# 黄斑円孔
黄斑円孔（おうはんえんこう、英語: Macular hole）とは、眼の網膜の中心部にある黄斑部に穴が空く疾患である。

## 概要
硝子体が加齢により変化を起こし、網膜に接する硝子体皮質が網膜の中心部にある黄斑部を牽引する。それより黄斑部は牽引され、やがて穴が空くために生じる。
強度近視による症例もあり、普段は両目で見ているので、気付かないのが多数。視力低下により本人は気付くが、片目での見え方を常に気を使わなければならない。

## 症状
視力低下、歪視、中心暗点を生じる。

## 分類
Gass分類

## 検査
眼底検査、OCT (Optical Coherence Tomograph) 等

## 治療
硝子体手術を行う。
その際内境界膜剥離、空気やSF6などのガス挿入をする、挿入後はガスが抜け組織部の再生が行われるまで約1か月程度かかる為その間、首を激しく動かしてはならない。